# St. Niklaus
St. Niklaus je obec v německy mluvící části švýcarského kantonu Valais, v okrese Visp. Žije zde přibližně 2 200 obyvatel.
St. Niklaus je hlavní obcí údolí Mattertal (nazývaného také Nikolaital) a co do počtu obyvatel třetí největší obcí v okrese Visp po Vispu a Zermattu. Ve druhé polovině 19. století a v první polovině 20. století byl St. Niklaus centrem alpského horolezectví a střediskem horského vůdcovství.

## Geografie

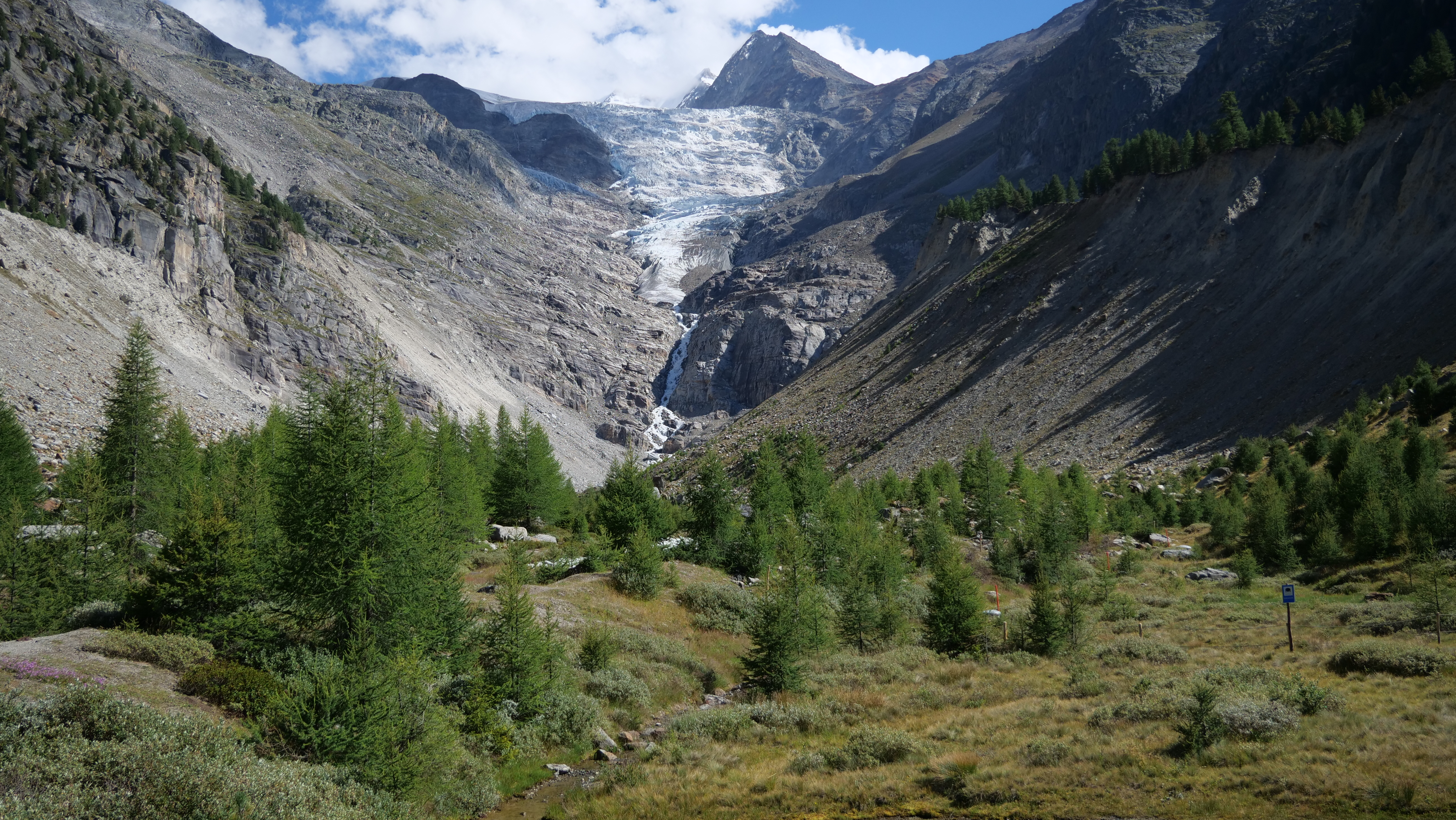
Čelo ledovce u Gasenriedu

Obec St. Niklaus se nachází v údolí Mattertal na úpatí hory Weisshorn (4505 m n. m.) a masivu Mischabel s hlavním vrcholem Dom (4545 m n. m.). Dnem údolí protéká řeka Matter Vispa. Z 8928 ha obecní půdy tvoří 1,7 % zastavěná půda (155 ha), 8,3 % zemědělská půda (741 ha), 22,2 % obdělávaná půda (1984 ha) a 67,7 % neproduktivní půda (6048 ha). Jedná se tak o šestou největší obec v horním Valais. Nejvyšším bodem obce je Nadelhorn v masivu Mischabelu ve výšce 4327 m n. m. a nejnižší bod se nachází v nadmořské výšce 900 m n. m. v Kipfenu.
Obec St. Niklaus je rozptýleným sídlem a skládá se ze tří vesnic (místních částí): St. Niklaus (1120 m n. m.), Gasenried / Ried (1659 m n. m.) a Herbriggen (1260 m n. m.). Dále ji tvoří 29 trvale obydlených menších osad, např. Riedmatten (1080 m n. m.) a Lochmatten (1070 m n. m.) a také dosud obdělávané alpské oblasti Jungen (1960 m n. m.) a Jungtal (2387 m n. m.).
S délkou 7,5 km je považována za nejdelší trvale obydlenou oblast ze všech obcí v horním Valais. Nejjižnějším trvale obydleným sídlem je vesnice Breitmatten (1280 m n. m.), nejsevernějším vesnice Rittinen (1455 m n. m.), nejvýše položenou je obec Gasenried (1659 m n. m.) a nejníže položenou vesnice Steg (1060 m n. m.).

## Historie

Pohled na centrum St. Niklaus a most (1902)

Obec je poprvé zmiňována v roce 1233 jako chousun. Roku 1272 se pak objevuje ve slovním spojení ecclesia Sancti Nicholai de Chouson.
Církevně byl St. Niklaus buď velmi brzy oddělen od Vispu, nebo tam nikdy ani nespadal. St. Niklaus je doložen jako samostatná farnost od počátku 13. století. Někdejší erb svatého Mikuláše, který byl nalezen na salónní vazbě někdejšího farního domu, zobrazuje dvě srostlé mitry ve dvou šikmo protilehlých červených polích a dvě stejné knihy, každou se třemi koulemi, v dalších dvou zelených polích. To byly zřejmě známky toho, že moc v údolí byla v rukou kostela svatého Mikuláše, nebo biskupa ze Sionu. Mitra je znamením biskupa a kniha se třemi koulemi znamením Mikuláše z Myry, který je patronem Matterského údolí Mattertal i dnešní farnosti St. Niklaus. V první dochované listině z roku 1218 je pak svatý Mikuláš uváděn jako biskupský stolec pod jménem Chouson.

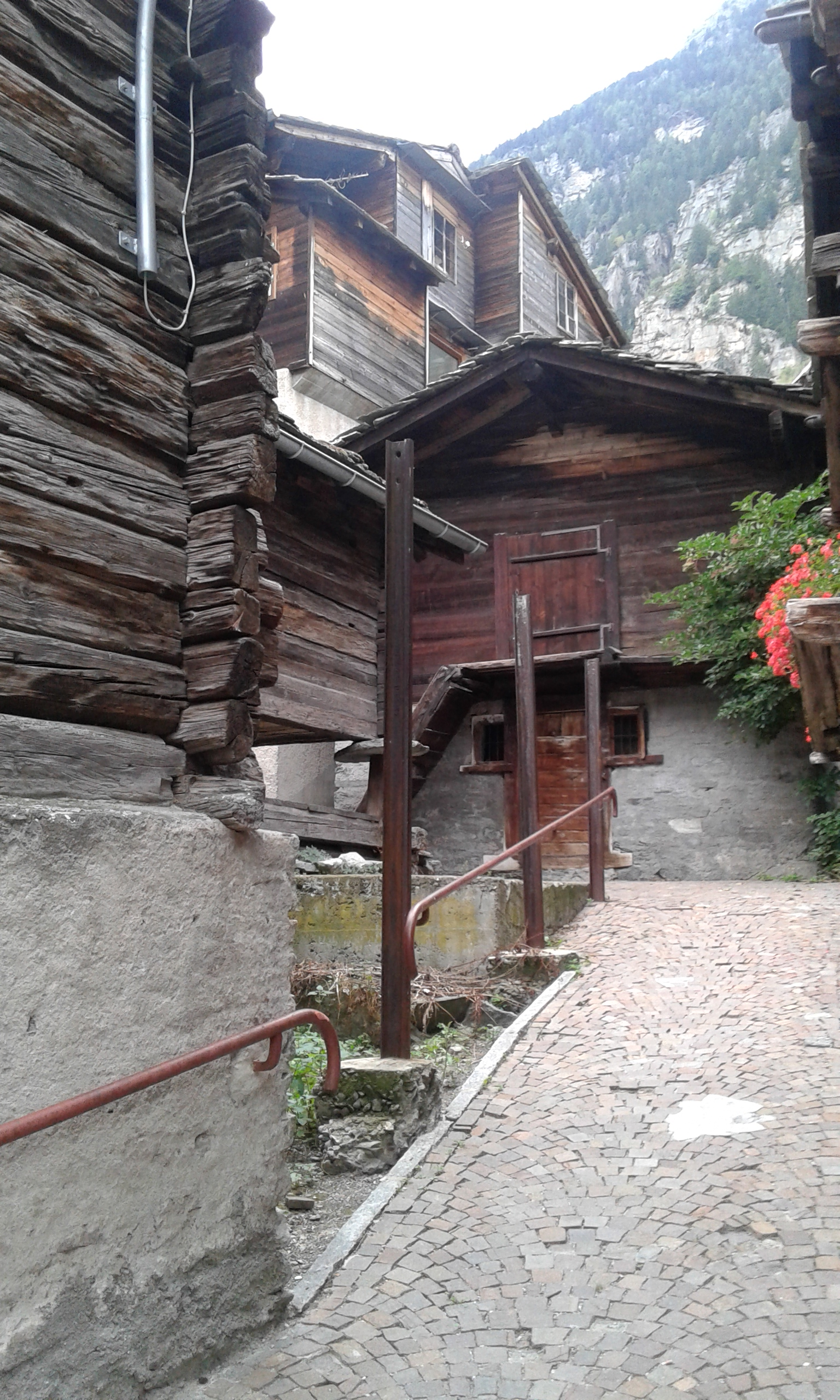
Tradiční architektura v obci

Před rokem 1268 zde vládli páni z Raronu, v letech 1234–1375 rod vom Turn, 1249–1365 Blandrate a 1365–1528 de Platea. Po úpadku šlechty a feudálního panství byl St. Niklaus samostatným panstvím, k němuž byl v roce 1552 připojeno kastelánství Randa-Täsch. Místní starosta měl vysokou soudní pravomoc. V období Staré konfederace tvořil majorát St. Niklaus spolu se svobodným dvorem Kipfen a majorátem Zermatt čtvrť „vor der Ruffinen in“ v okrsku Visp. Obec St. Niklaus byla rozdělena na čtyři čtvrti Dorfmark, Innere a Äussere Matt a Gasenried, které v roce 1798 vytvořily vlastní obec. Před rokem 1820 se opět spojily Innere a Äussere Matt, v roce 1866 následoval Dorfmark a v roce 1870 Gasenried. Patrocinium svatého Mikuláše, poprvé zmiňované v roce 1272, dalo jméno farnosti a později i obci. Postupně se od velké farnosti oddělily Zermatt (kolem roku 1290), Täsch v roce 1423, Randa v roce 1730 a Herbriggen v roce 1933. Věž Zwiebelturm ze 17. století je dnes dominantou kostela svatého Mikuláše.
V polovině 19. století přinesl cestovní ruch a alpinismus do obce, která byla do značné míry soběstačná v chovu dobytka a zemědělství, první hospodářské impulsy. St. Niklaus tvořil prostřední stanici na pěší stezce z Vispu do Zermattu. V roce 1867 zde obec postavila hotel Grand, který následovaly další. Mužské obyvatelstvo se začalo živit jako nosiči a průvodci, což dalo vzniknout slavným horským vůdcům ze St. Niklaus, kteří se významně zasloužili o zpřístupnění Alp. Od roku 1891 vedla údolím horská železnice do Zermattu, proto turisté v St. Niklaus částečně nebo například zcela chyběli během světových válek. Otevření silnice do Vispu v roce 1937 a založení pobočky Scintilla specializované na elektrotechnické a řezací nástroje v roce 1947 odliv zastavilo. Již v prvním roce pracovalo v hotelu Grand, který byl přestavěn na továrnu, přibližně 300 lidí. V letech 1955–1956 byla postavena první nová tovární budova.

## Obyvatelstvo

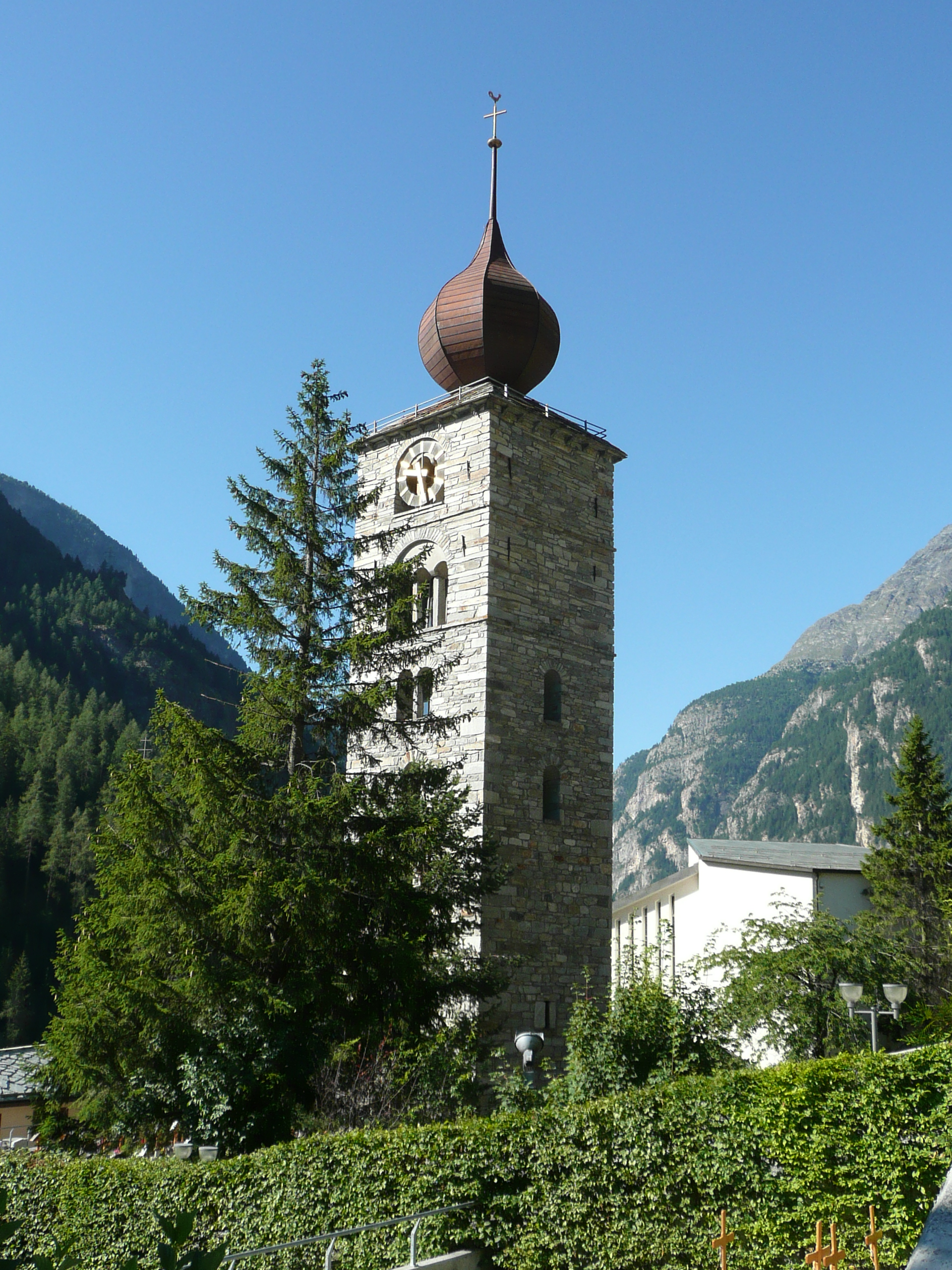
Věž Zwiebelturm, nejvyšší kostelní věž v horním Valais (36,8 m)

| Rok            | 1798 | 1850 | 1900 | 1950 | 2000 | 2010 | 2012 | 2014 | 2016 |
| Počet obyvatel | 450  | 551  | 922  | 1604 | 2304 | 2358 | 2325 | 2291 | 2265 |

## Hospodářství

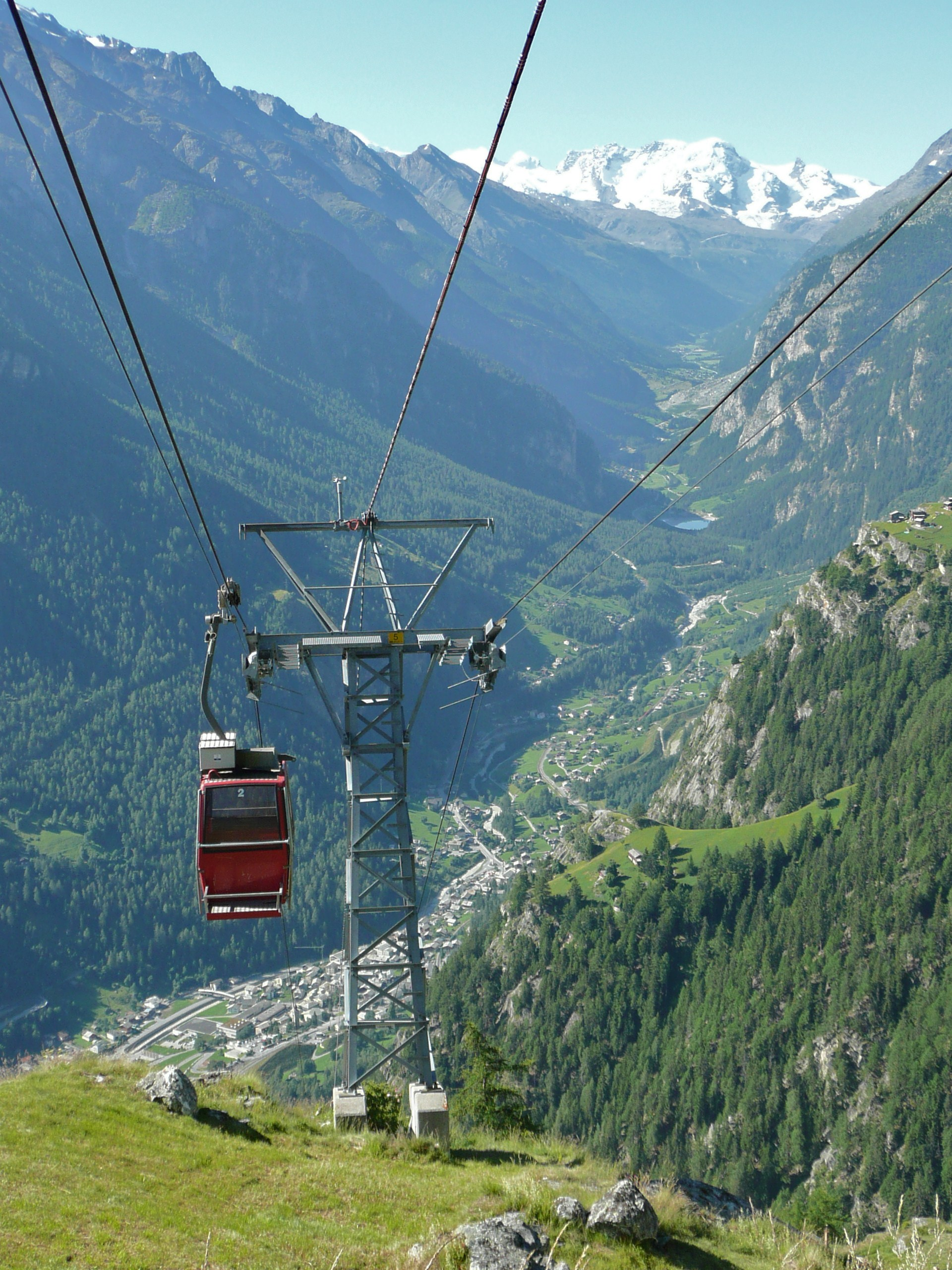
Lanovka St. Niklaus – Jungen

V St. Niklaus sídlí průmyslová společnost Scintilla AG, dceřiná společnost firmy Robert Bosch GmbH. V tomto závodě vyrábí 600 zaměstnanců (550 stálých a 50 dočasných) příslušenství pro elektrické spotřebiče a St. Niklaus je světovým lídrem ve výrobě pilových kotoučů pro kotoučové a pásové pily a také zámků Starlock. Za 60 let výroby pilových kotoučů v závodě St. Niklaus VS byl v roce 2007 vyroben čtyřmiliardtý pilový kotouč.
V terciárním sektoru vznikla spojením Raiffeisen bank St. Niklaus, Grächen (1993), Randa (1997), Täsch (1998), Zermatt (1999), Embd (2000), Vispertal (Stalden, Staldenried, Törbel a Eisten 2005), Saas-Grund (2005) a Saas-Fee (2005) jedna z největších filiálek Raiffeisen bank v kantonu Valais se sídlem v St. Niklaus a s celkovými aktivy ve výši přibližně 1,8 miliardy CHF pod novým názvem Raiffeisenbank Mischabel-Matterhorn. Úvěrový fond Raiffeisen System St. Niklaus byl založen v roce 1907 a je tak nejstarším fondem svého druhu v kantonu Valais.
Kromě průmyslu je součástí obecního hospodářství také tradiční vysokohorské zemědělství (částečně také jako turistická atrakce), a turistický ruch (lyžování, vysokohorská turistika), který je podporován blízkostí světoznámého střediska Zermatt.

## Doprava

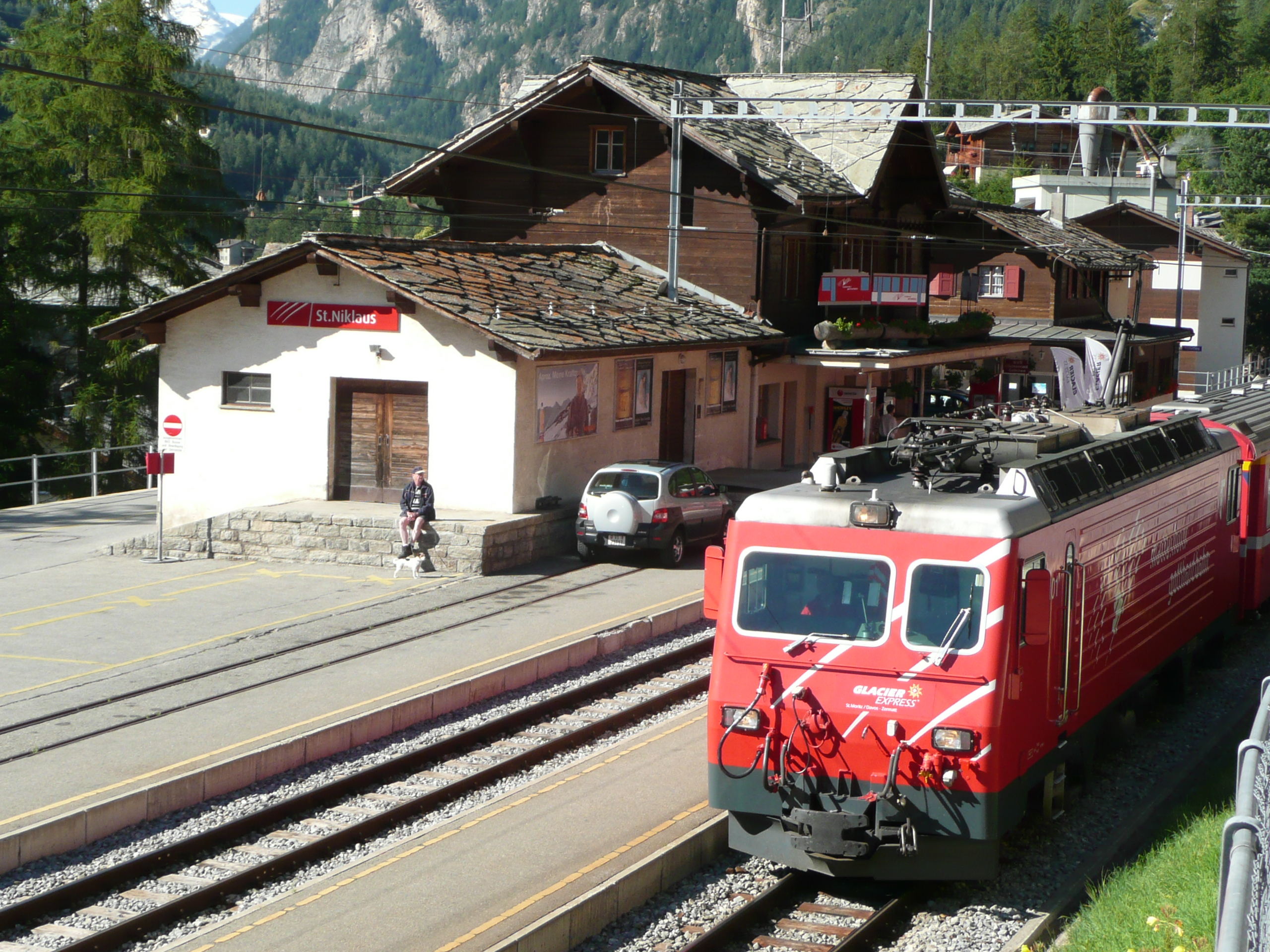
Stanice St. Niklaus s vlakem MGB

Obec je zastávkou na trati Matterhorn Gotthard Bahn (MGB; dřívější BVZ Zermatt-Bahn) z Vispu do Zermattu. Stanice je obsluhována dvěma vlaky za hodinu v každém směru, ve večerních hodinách se frekvence snižuje na hodinu.
V blízkosti stanice se nachází také lanovka Jungenbahn, která spojuje St. Niklaus s alpskou osadou Jungen a jejími vysokohorskými stezkami.

## Osobnosti
- Ernst Heinrich Karlen (1922–2012), katolický kněz, arcibiskup z Bulawaya